# Österreichische Judo-Damen-Mannschaftsmeisterschaft 1985
Die Österreichische Judo-Damen-Mannschaftsmeisterschaft 1985 ermittelte zum 5. Mal den Österreichischen Mannschaftsmeisters im Judo. Sie wurde vom Österreichischen Judoverband ausgetragen. Sieger war zum 4. Mal der Vereinsgeschichte der JGV Wien.

## Tabelle
| Position | Mannschaft   | Ort      | Bundesland | Quelle |
| -------- | ------------ | -------- | ---------- | ------ |
| 1        | JGV Wien     | Wien     | Wien       | [ 2 ]  |
|          | PSV Salzburg | Salzburg | Salzburg   | [ 3 ]  |
|          |              |          |            | [ 3 ]  |
|          |              |          |            | [ 3 ]  |
|          |              |          |            | [ 3 ]  |
|          |              |          |            | [ 3 ]  |
|          |              |          |            | [ 3 ]  |
|          |              |          |            | [ 3 ]  |

Stand: 2025-02-04